# Arcediano
Arcediano là một đô thị ở tỉnh Salamanca, phía tây Tây Ban Nha, cộng đồng tự trị Castile-Leon. Đô thị này có cự ly 16 kilômét so với thành phố Salamanca và có dân số 108 người. Đô thị này có diện tích 11,48 km².
Đô thị này nằm trên khu vực có độ cao 825 mét trên mực nước biển.